# خايرو دياز
خايرو دياز (بالإسبانية: Jairo Jose Díaz Hernandaz)‏ هو لاعب كرة قاعدة فنزويلي، ولد في 27 مايو 1991 في بويرتو لا كروز في فنزويلا.

## وصلات خارجية
- خايرو دياز على موقع دوري كرة القاعدة الرئيسي (الإنجليزية)
- خايرو دياز على موقعبيزبول رفرنس.كوم (الدوري الرئيسي) (الإنجليزية)
- خايرو دياز على موقعبيزبول رفرنس.كوم (الدوري الثانوي) (الإنجليزية)
- خايرو دياز على موقع إي إس بي إن.كوم (أم.أل.بي) (الإنجليزية)
- خايرو دياز على موقع مشجعي الرسوم البيانية (الإنجليزية)